# Rex Hartwig
Pour les articles homonymes, voir Hartwig.
Rex Hartwig, né le 2 septembre 1929 à Culcairn et mort le 30 décembre 2022, est un joueur de tennis australien.
Il a remporté six titres du Grand Chelem, en double messieurs et double mixte.
Il a disputé en simple la finale de deux tournois du Grand Chelem (Australie et États-Unis) en 1954.

## Palmarès (partiel)

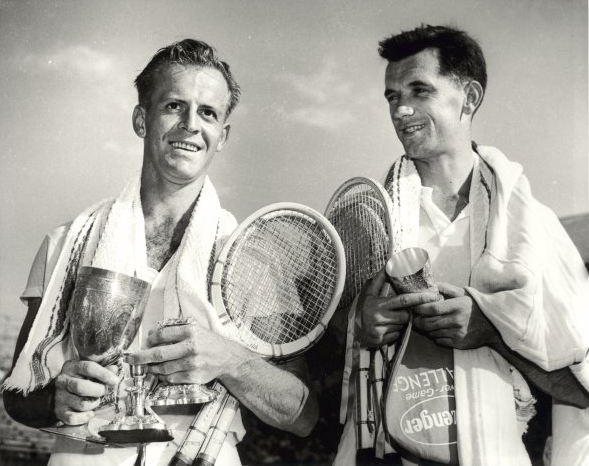
Image de Rex Hartwig and Mervyn Rose

### Finales en simple messieurs
| No | Date       | Nom et lieu du tournoi                  | Catégorie | Surface      | Vainqueur   | Score              |          |
| -- | ---------- | --------------------------------------- | --------- | ------------ | ----------- | ------------------ | -------- |
| 1  | 1953       | Tournoi de tennis du Canada             |           | NC           | Mervyn Rose | 6-3, 6-4, 6-2      |          |
| 2  | 22-01-1954 | Australian Championships, Sydney        | G. Chelem | Gazon (ext.) | Mervyn Rose | 6-2, 0-6, 6-4, 6-2 | Parcours |
| 3  | 28-08-1954 | US National Championships, Forest Hills | G. Chelem | Gazon (ext.) | Vic Seixas  | 3-6, 6-2, 6-4, 6-4 | Parcours |

### Titres en double messieurs
| No | Date       | Nom et lieu du tournoi                 | Catégorie | Surface      | Partenaire  | Finalistes                    | Score              |          |
| -- | ---------- | -------------------------------------- | --------- | ------------ | ----------- | ----------------------------- | ------------------ | -------- |
| 1  | 29-08-1953 | US National Championships Forest Hills | G. Chelem | Gazon (ext.) | Mervyn Rose | Bill Talbert Gardnar Mulloy   | 6-4, 4-6, 6-2, 6-4 | Parcours |
| 2  | 22-01-1954 | Australian Championships Sydney        | G. Chelem | Gazon (ext.) | Mervyn Rose | Neale Fraser Clive Wilderspin | 6-3, 6-4, 6-2      | Parcours |
| 3  | 21-06-1954 | The Championships Wimbledon            | G. Chelem | Gazon (ext.) | Mervyn Rose | Vic Seixas Tony Trabert       | 6-4, 6-4, 3-6, 6-4 | Parcours |
| 4  | 20-06-1955 | The Championships Wimbledon            | G. Chelem | Gazon (ext.) | Lew Hoad    | Neale Fraser Ken Rosewall     | 7-5, 6-4, 6-3      | Parcours |

### Finale en double messieurs
| No | Date       | Nom et lieu du tournoi      | Catégorie | Surface      | Vainqueurs            | Partenaire  | Score              |          |
| -- | ---------- | --------------------------- | --------- | ------------ | --------------------- | ----------- | ------------------ | -------- |
| 1  | 22-06-1953 | The Championships Wimbledon | G. Chelem | Gazon (ext.) | Lew Hoad Ken Rosewall | Mervyn Rose | 6-4, 7-5, 4-6, 7-5 | Parcours |

### Titres en double mixte
| No | Date       | Nom et lieu du tournoi             | Catégorie | Surface      | Partenaire        | Finalistes                           | Score         |          |
| -- | ---------- | ---------------------------------- | --------- | ------------ | ----------------- | ------------------------------------ | ------------- | -------- |
| 1  | 08-01-1953 | Australian Championships Melbourne | G. Chelem | Gazon (ext.) | Julia Sampson     | Maureen Connolly Hamilton Richardson | 6-4, 6-3      | Parcours |
| 2  | 22-01-1954 | Australian Championships Sydney    | G. Chelem | Gazon (ext.) | Thelma Coyne Long | Beryl Penrose John Bromwich          | 4-6, 6-1, 6-2 | Parcours |

### Finales en double mixte
| No | Date       | Nom et lieu du tournoi                  | Catégorie | Surface      | Vainqueurs                | Partenaire         | Score         |          |
| -- | ---------- | --------------------------------------- | --------- | ------------ | ------------------------- | ------------------ | ------------- | -------- |
| 1  | 19-01-1953 | South Australian Championships Adélaïde |           | Gazon (ext.) | Maureen Connolly Lew Hoad | Julia Sampson      | 6-3, 2-6, 6-4 | Parcours |
| 2  | 29-08-1953 | US National Championships Forest Hills  | G. Chelem | Gazon (ext.) | Doris Hart Vic Seixas     | Julia Sampson      | 6-2, 4-6, 6-4 | Parcours |
| 3  | 17-05-1954 | Internationaux de France Paris          | G. Chelem | Terre (ext.) | Maureen Connolly Lew Hoad | Jacqueline Patorni | 6-4, 6-3      | Parcours |